# Jüdischer Friedhof (Siegburg)

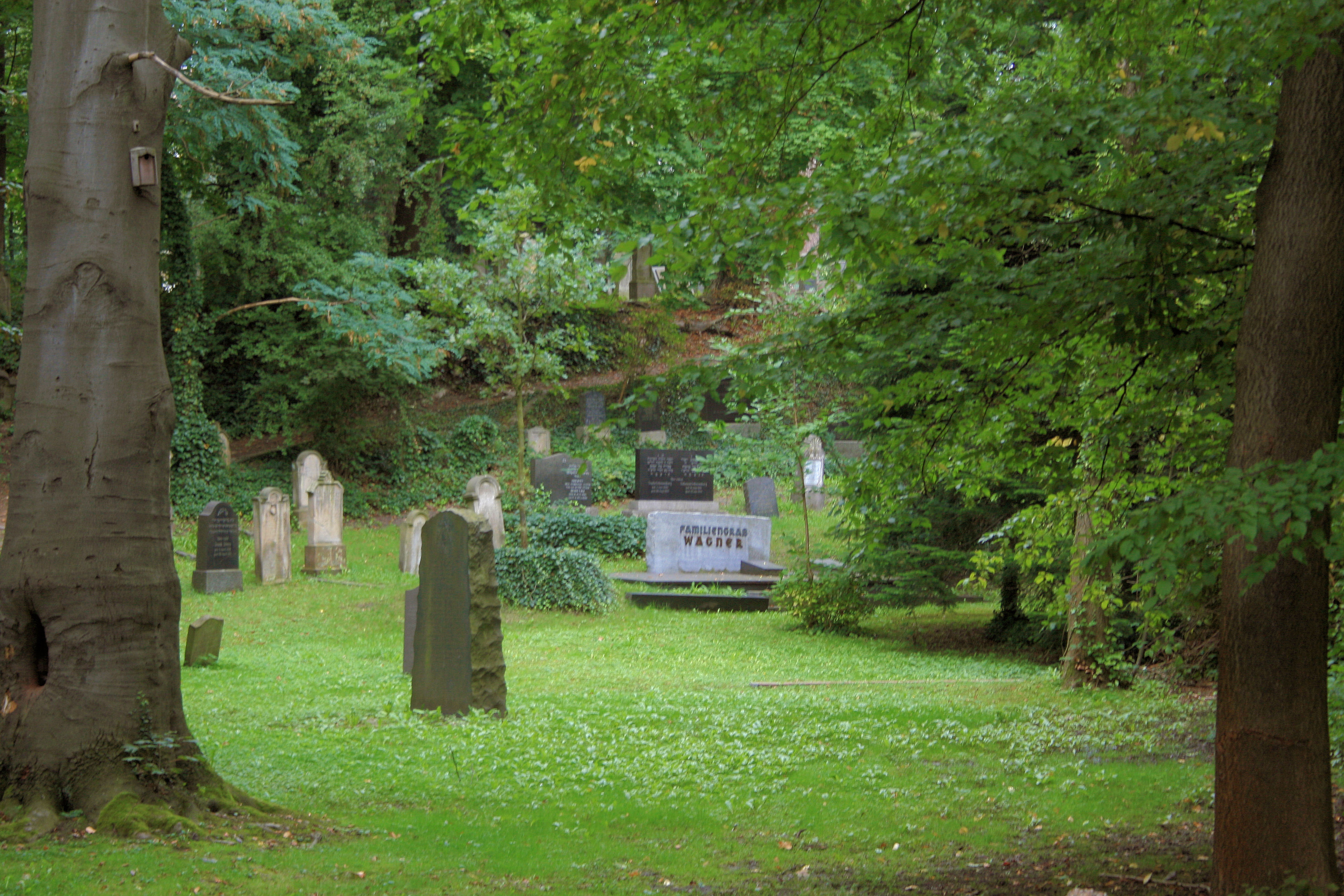
Die alten Grabstätten

Der Jüdische Friedhof Siegburg liegt in der Stadt Siegburg im Rhein-Sieg-Kreis (Nordrhein-Westfalen).
Der jüdische Friedhof wird seit Mitte des 14. Jahrhunderts belegt. Er ist 6.300 m² groß. Es sind 364 Grabsteine (Mazewot) vorhanden. Der älteste datiert aus dem Jahre 1785.
Am 23. September 1962 wurde in deutscher und hebräischer Sprache ein Gedenkstein für die Opfer des NS-Regimes errichtet.